# كارل هاينز لابي
كارل هاينز لابي (بالألمانية: Karl-Heinz Lappe) (14 سبتمبر 1987 بميونخ في ألمانيا - ) هو لاعب كرة قدم ألماني في مركز الهجوم. لعب مع إنغولشتات 04 وبايرن ميونخ الثاني وبايرن ميونخ وFC Starnberg ‏ وFC Unterföhring ‏ وFC Ingolstadt 04 II ‏ وFT Starnberg 09 ‏.

## روابط خارجية
- كارل هاينز لابي على موقع بيانات كرة القدم. دي إي (الألمانية)
- كارل هاينز لابي على موقع Soccerway.com (الإنجليزية)
- كارل هاينز لابي على موقع عالم كرة القدم.نت (الإنجليزية)
- كارل هاينز لابي على موقع AS.com (الإسبانية)